# Plebejus pseudoalbicans
Plebejus pseudoalbicans är en fjärilsart som beskrevs av De Lesse 1962. Plebejus pseudoalbicans ingår i släktet Plebejus och familjen juvelvingar. Inga underarter finns listade i Catalogue of Life.